# Noorderburen
Noorderburen is een gehucht in de gemeente Westerkwartier in de Nederlandse provincie Groningen. Het ligt aan een doodlopende weg, ten noorden van Noordhorn. De streek rond Noorderburen wordt ook wel de Noordhoek genoemd.
Het gehucht ligt op de noordelijkste punt van de keileemrug De Gast, waarop ook Noord- en Zuidhorn liggen, de meest noordelijke uitloper van de Rolderrug. In de middeleeuwen was dit het laatste stukje van het vasteland.
Even ten noorden lag het eiland Humsterland dat van het vasteland gescheiden werd door een zeearm en door de Kliefsloot. Die zeearm is in het landschap nog terug te vinden als het dal van de Oude Riet. Ook het verkavelingspatroon op het oude vasteland verschilt aanzienlijk van het patroon in het Humsterland.